# مایلز پیرت-هریس
مایلز اسپنسر پیرت-هریس یک فوتبالیست حرفه‌ای انگلیسی است که در باشگاه فوتبال برنتفورد، از باشگاه‌های لیگ برتر فوتبال انگلیس به عنوان هافبک تهاجمی بازی می‌کند. او محصول آکادمی چلسی است و در سال ۲۰۲۱ به برنتفورد منتقل شد.

## دوران حرفه‌ای

### چلسی
پیرت هریس فوتبال خود را با بدفونت‌گرین آغاز کرد و در هشت سالگی به آکادمی فوتبال چلسی پیوست.
او کار خود را به‌عنوان وینگر آغاز کرد، پس از آن به دفاع میانی در سطح زیر ۱۲ سال منتقل شد و سپس به یک هافبک تهاجمی تبدیل گشت.
پیرت هریس در سپتامبر ۲۰۱۹ یک قرارداد حرفه‌ای امضا کرد.او به تیم دوم رفت و فصل ۲۰۲۰–۲۰۲۱ را به عنوان بهترین گلزن تیم به پایان رساند.پیرت هریس در ژوئیه ۲۰۱۱ مرکز تمرین کوبهام را ترک کرد.

### برنتفورد
در ۲۳ ژوئیه ۲۰۲۱، پیرت هریس به باشگاه لیگ برتری برنتفورد منتقل شد و قراردادی چهار ساله با امکان تمدید برای یک سال دیگر با مبلغی نامشخص امضا کرد که ۱/۴ میلیون پوند تخمین زده شد.